# 819 Barnardiana
För andra betydelser, se Barnard.

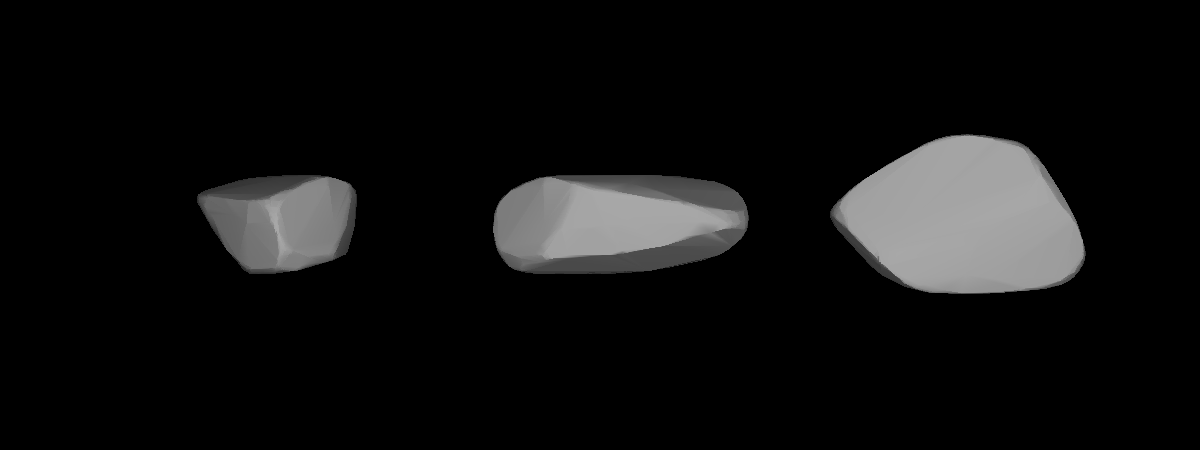
819 Barnardiana

819 Barnardiana eller A916  EA är en asteroid i huvudbältet, som upptäcktes den 21 februari 1916 av den tyske astronomen Max Wolf. Den namngavs senare efter den amerikanske astronomen Edward Emerson Barnard.
Den tillhör asteroidgruppen Flora.
Barnardianas senaste periheliepassage skedde den 10 juni 2021.[Uppdatering behövs] Dess rotationstid har beräknats till 66,70 timmar.